# Brydning (lyd)
 For alternative betydninger, se Brydning (flertydig). (Se også artikler, som begynder med Brydning)
Brydning er i sproglig sammenhæng en almindelig betegnelse for det fænomen, at vokaler og konsonanter under påvirkning af omgivende sprogtraditioner, brydes - det vil sige ændres.
De nordiske sprog kender både en a-brydning og en u-brydning, dvs. en brydning af et oprindeligt e til ja og jo foran a eller u i en efterfølgende stavelse (dette a eller u kan senere være faldet bort). På dansk bliver ja normalt til je (jæ) og jo undertiden til jø. F.eks.:
*erþu   tysk: Erde, engelsk: earth ⇒ jord
*bernuz   tysk: Bär, engelsk: bear ⇒ bjørn
*helpan   tysk: helfen, engelsk: help ⇒ hjælpe
*berga   tysk: Berg, engelsk: barrow ⇒ bjerg
(Bemærk, det foranstillede * indikerer et konstrueret ord)
På islandsk er a-brydningen e⇒ja og u-brydningen er e⇒jö. Et meget illustrerende eksempel er de islandske ord for fjeld og bjerg:
- Fell (fjæld) er uden brydning. Årsagen til at fell stadig forefindes er ukendt, måske en dialektblanding mellem indflyttere fra forskellige dele af Norge har standset sprogdynamikken. Fjall findes med samme betydning (a-brydning) og flertallet af fjall er fjöll (u-brydning). De urnordiske former for fell var *fella (ental) og *fellu (flertal).
- Ordet bjarg, flertal björg (bjerg), som også findes i formen berg.